# ليتيسيا مورينو
ليتيسيا مورينو (بالإسبانية: Leticia Moreno)‏ هي عازفة كمان إسبانية، ولدت في 1985 في مدريد في إسبانيا.

## وصلات خارجية
- ليتيسيا مورينو على موقع ميوزك برينز (الإنجليزية)
- ليتيسيا مورينو على موقع ديسكوغز (الإنجليزية)